# Jean-François Baldé
Pour les articles homonymes, voir Baldé.
Pas d'image ? Cliquez ici

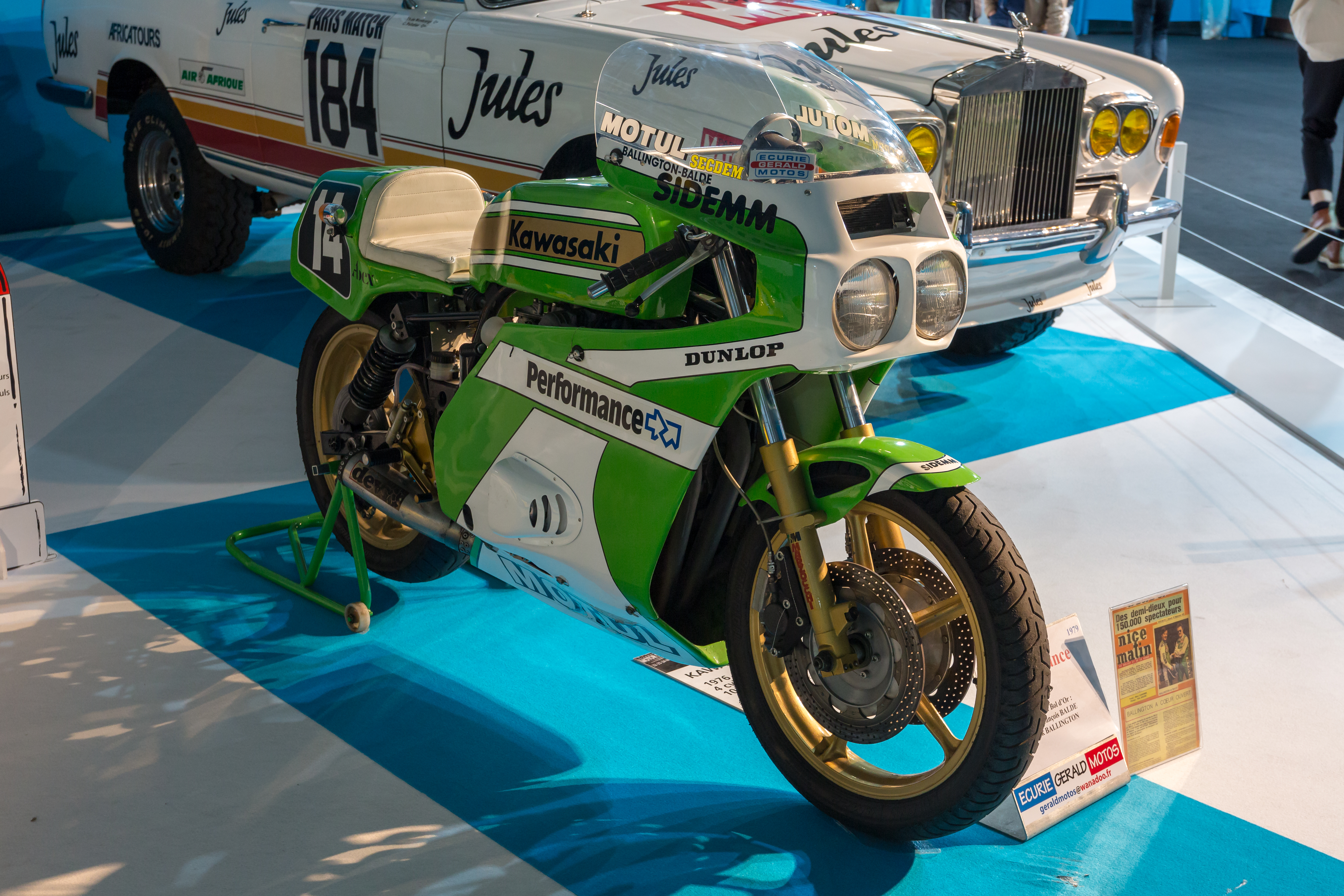
Kawasaki de l'équipe Ballington/Baldé, 7e au Bol d'or 1979.

Jean-François Baldé, né le 29 novembre 1950 à Mulhouse, est un pilote de vitesse moto français. Il dispute son premier Grand Prix, celui de France, en 1973, dans la catégorie 500 cm3.
Sa meilleure année a été en 1981 où il gagne le Grand Prix d'Argentine et finit second au Championnat du monde 250 cm3 derrière Anton Mang. Il gagne à trois reprises en 1982 pour Kawasaki et finit la saison à la troisième place du championnat 350 cm3.
Baldé a gagné cinq Grand Prix durant sa carrière, est monté 26 fois sur un podium et a marqué 546 points aux championnats. Il a réalisé également quatre meilleurs temps en course et sept poles : quatre en 250 cm3 et trois en 350 cm3.

## Victoires en Grand Prix
- Grand Prix d'Argentine 1981 en 250 cm3
- Grand Prix de France 1982 en 350 cm3
- Grand Prix des Pays-Bas 1982 en 350 cm3
- Grand Prix de Grande-Bretagne 1982 en 350 cm3
- Grand Prix d'Afrique du Sud 1983 en 250 cm3